# Copa Mundial Femenina de Fútbol Sub-17 de 2018
La Copa Mundial Femenina de Fútbol Sub-17 de 2018 fue la sexta edición de dicho torneo, que se realizó en Uruguay, el primer país de América del Sur y el tercero en América en organizar este torneo de la FIFA.
Las jugadoras elegidas son nacidas a partir del 1 de enero de 2001.

### Formato de competición
El sorteo se realizó el 30 de mayo en la ciudad suiza de Zúrich.
Los dieciséis equipos que participan en la fase final se dividen en cuatro grupos de cuatro equipos cada uno. Dentro de cada grupo se enfrentan una vez entre sí, mediante el sistema de todos contra todos. Según el resultado de cada partido se otorgan tres puntos al ganador, un punto a cada equipo en caso de empate, y ninguno al perdedor.
Pasan a la siguiente ronda los dos equipos de cada grupo mejor clasificados. El orden de clasificación se determina teniendo en cuenta los siguientes criterios, en orden de preferencia:
- El mayor número de puntos obtenidos teniendo en cuenta todos los partidos del grupo
- La mayor diferencia de goles teniendo en cuenta todos los partidos del grupo
- El mayor número de goles a favor anotados teniendo en cuenta todos los partidos del grupo

Si dos o más equipos quedan igualados según las pautas anteriores, sus posiciones se determinarán mediante los siguientes criterios, en orden de preferencia:
- El mayor número de puntos obtenidos en los partidos entre los equipos en cuestión
- La diferencia de goles teniendo en cuenta los partidos entre los equipos en cuestión
- El mayor número de goles a favor anotados por cada equipo en los partidos disputados entre los equipos en cuestión
- Sorteo del comité organizador de la Copa Mundial

La segunda ronda incluye todas las fases desde los cuartos de final hasta la final. Mediante el sistema de eliminación directa se clasifican los dos semifinalistas. Los equipos perdedores de las semifinales juegan un partido por el tercer y cuarto puesto, mientras que los ganadores disputan el partido final, donde el vencedor obtiene el título.
Si después de los 90 minutos de juego el partido se encuentra empatado se define por el procedimiento de tiros desde el punto penal, sin prórroga previa.

## Equipos participantes
En cursiva, los equipos debutantes.
| Competición                                           | Fecha                                                                         | Sede                       | Plazas | Clasificados                        |
| ----------------------------------------------------- | ----------------------------------------------------------------------------- | -------------------------- | ------ | ----------------------------------- |
| País anfitrión                                        |                                                                               | Suiza                      | 1      | Uruguay                             |
| Campeonato Femenino Sub-16 de la AFC de 2017          | 10 - 23 de septiembre de 2017                                                 | Tailandia                  | 3      | Corea del Norte Corea del Sur Japón |
| Campeonato Femenino Sub-16 de la OFC de 2017          | 4 - 18 de agosto de 2017                                                      | Samoa                      | 1      | Nueva Zelanda                       |

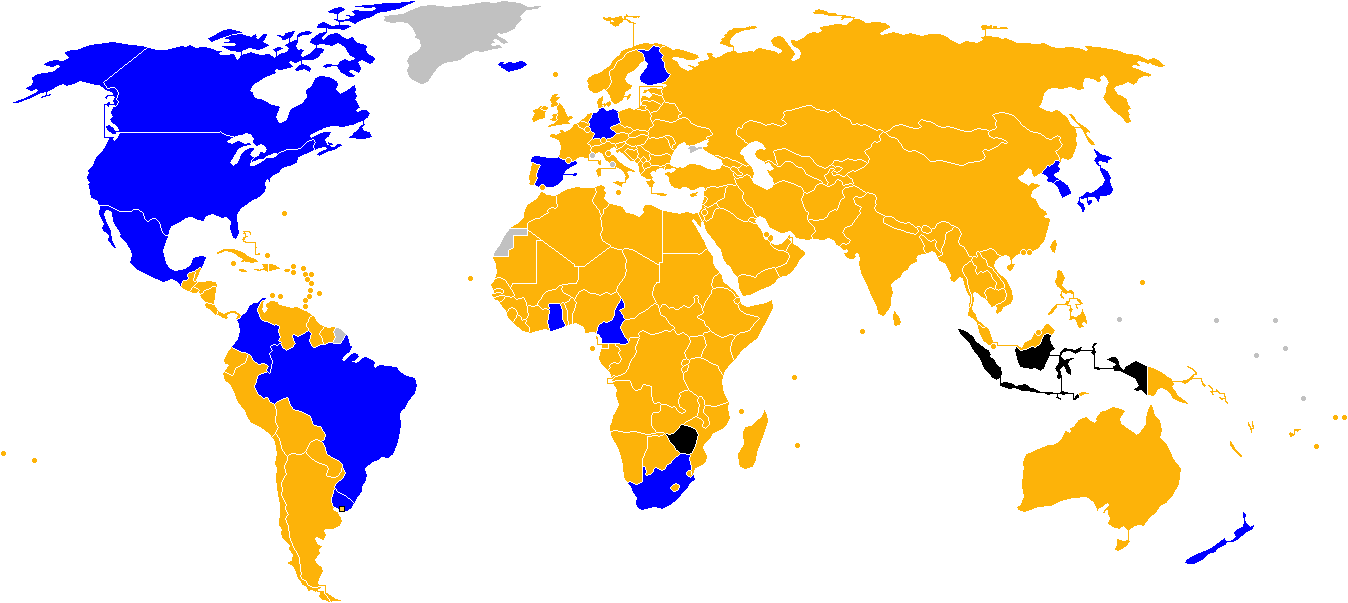
Equipos clasificados para la Copa del Mundo Femenina Sub-17
Equipos no clasificados para la Copa del Mundo Femenina Sub-17
Equipos expulsados del torneo por la FIFA antes de jugar un partido
Países que no son miembros de la FIFA

| Campeonato Femenino Sub-17 de la Concacaf de 2018     | 19 - 21 de abril de 2018 (Nicaragua) 6 - 12 de junio de 2018 (Estados Unidos) | Nicaragua - Estados Unidos | 3      | Canadá Estados Unidos México        |
| Campeonato Sudamericano Femenino Sub-17 de 2018       | 7 - 24 de marzo de 2018                                                       | Argentina                  | 2      | Brasil Colombia                     |
| Campeonato femenino sub-17 de la CAF de 2018          | 14 de octubre de 2017 - 18 de febrero de 2018                                 | Sin sede fija              | 3      | Camerún Ghana Sudáfrica             |
| Campeonato Europeo Femenino Sub-17 de la UEFA 2017-18 | 9 - 21 de mayo de 2018                                                        | Lituania (fase final)      | 3      | Alemania España Finlandia           |
| TOTAL                                                 |                                                                               |                            | 16     |                                     |

## Organización

### Sedes
El 16 de noviembre de 2017, se hicieron oficiales las tres ciudades sedes de este mundial que fueron Montevideo, Colonia y Maldonado. El Estadio Charrúa de Montevideo albergará dieciocho encuentros que corresponden a doce de la fase de grupos (incluido el partido inaugural), dos partidos de cuartos de final, las dos semifinales, el partido por el tercer puesto y la final. En el Estadio Profesor Alberto Suppici de Colonia del Sacramento, se disputarán seis partidos (cuatro correspondientes a la fase de grupos y dos por cuartos de final). Mientras que el Estadio Domingo Burgueño Miguel de Maldonado se jugarán seis encuentros, todos correspondientes a la fase de grupos.
Durante el mes de julio de 2016, una delegación de la CONMEBOL visitó las obras de ampliación del Estadio Gran Parque Central, para saber si las reformas estarían prontas antes del inicio del torneo. Finalmente se descartó como sede.
| Uruguay                                     | Uruguay           | Uruguay                         |
| Colonia del Sacramento                      | Montevideo        | Maldonado                       |
| ------------------------------------------- | ----------------- | ------------------------------- |
| Estadio Profesor Alberto Suppici            | Estadio Charrúa   | Estadio Domingo Burgueño Miguel |
| Capacidad: 6.168                            | Capacidad: 11.226 | Capacidad: 17.172               |
|                                             |                   |                                 |
| Montevideo Maldonado Colonia del Sacramento |                   |                                 |

## Sorteo
El sorteo oficial se realizó el 30 de mayo de 2018 en la Sede de la FIFA en Zúrich, Suiza.
Los bombos fueron ordenados de acuerdo a los resultados de cada equipo basado en las últimas 5 ediciones de la Copa Mundial Femenina de Fútbol Sub-17.
| Cabezas de serie                                 | Bombo 2                      | Bombo 3                                           | Bombo 4                              |
| ------------------------------------------------ | ---------------------------- | ------------------------------------------------- | ------------------------------------ |
| Uruguay (Anfitrión) Japón Corea del Norte España | Alemania Ghana México Canadá | Brasil Nueva Zelanda Estados Unidos Corea del Sur | Colombia Sudáfrica Camerún Finlandia |

## Primera fase
- Los horarios corresponderán a la hora de Uruguay (UTC -3).
- Leyenda: Pts: Puntos; PJ: Partidos jugados; PG: Partidos ganados; PE: Partidos empatados; PP: Partidos perdidos; GF: Goles a favor; GC: Goles en contra; Dif: Diferencia de goles.

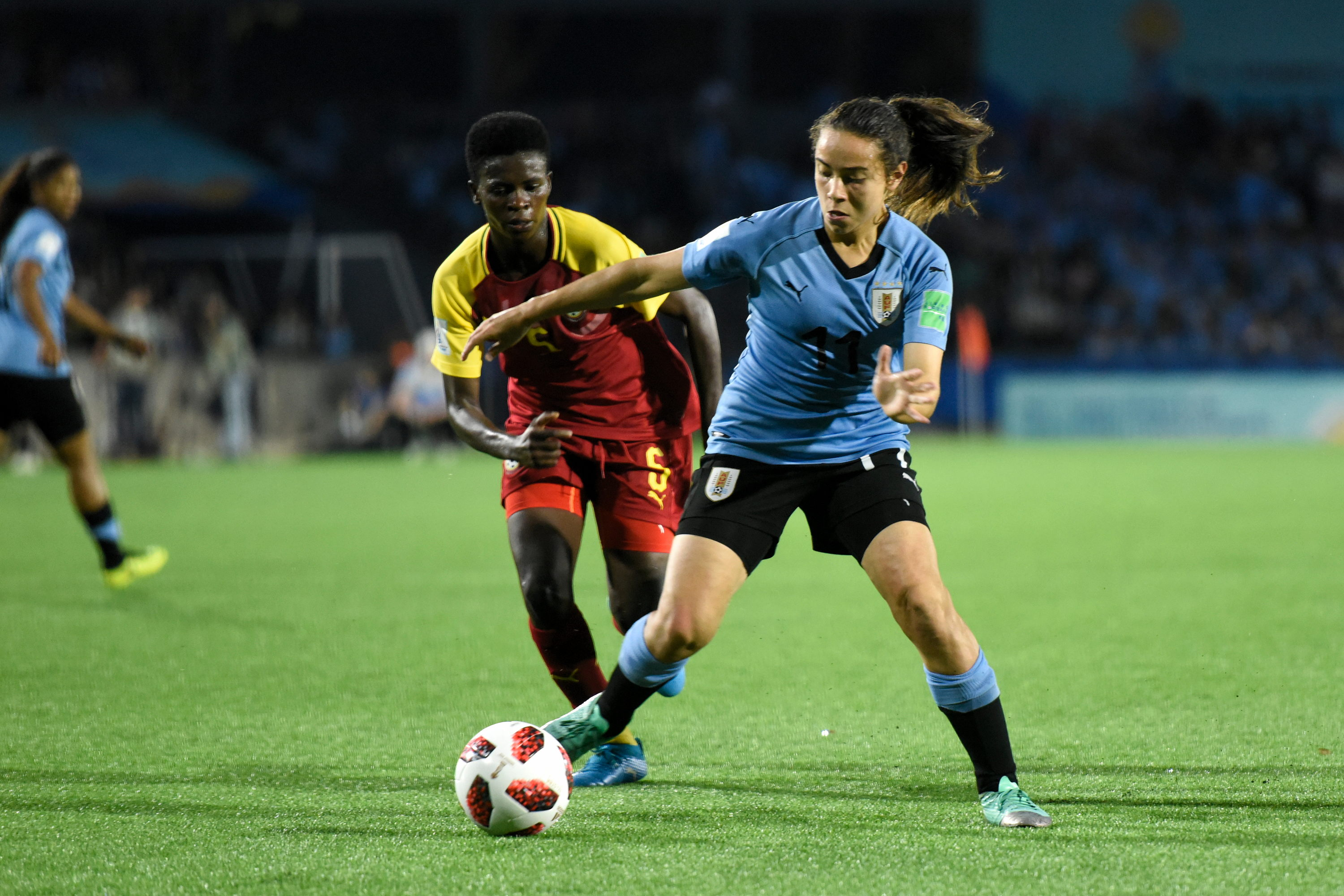
Partido inaugural del mundial, disputado entre Uruguay y Ghana.

### Grupo A
| Equipo        | Pts | PJ | PG | PE | PP | GF | GC | Dif |
| ------------- | --- | -- | -- | -- | -- | -- | -- | --- |
| Ghana         | 9   | 3  | 3  | 0  | 0  | 10 | 1  | 9   |
| Nueva Zelanda | 6   | 3  | 2  | 0  | 1  | 3  | 3  | 0   |
| Finlandia     | 1   | 3  | 0  | 1  | 2  | 2  | 5  | -3  |
| Uruguay       | 1   | 3  | 0  | 1  | 2  | 2  | 8  | -6  |

| 13 de noviembre de 2018, 16:00 (GMT-3)                                                                  | Nueva Zelanda | 1:0 (1:0) | Finlandia | Estadio Charrúa, Montevideo                                  |                                                              |
| | Brown 41'     | Reporte   |           | Asistencia: 1.385 espectadores Árbitro(s): Yoshimi Yamashita | Asistencia: 1.385 espectadores Árbitro(s): Yoshimi Yamashita |
| Kelli Brown marca el primer gol del campeonato. Nueva Zelanda gana por primera vez en su partido debut. |               |           |           |                                                              |                                                              |

| 13 de noviembre de 2018, 19:00 (GMT-3) | Uruguay | 0:5 (0:2) | Ghana                                             | Estadio Charrúa, Montevideo                               |                                                           |
|                                        |         | Reporte   | Mumuni 20' · Abdulai 25', 78', 90+1' · Pokuaa 66' | Asistencia: 9.657 espectadores Árbitro(s): Lucila Venegas | Asistencia: 9.657 espectadores Árbitro(s): Lucila Venegas |

| 16 de noviembre de 2018, 16:00 (GMT-3)                                                   | Finlandia    | 1:3 (0:2) | Ghana                                | Estadio Charrúa, Montevideo                                    |                                                                |
|                                                                                          | Kantanen 75' | Reporte   | Pokuaa 6' · Abdulai 13' · Animah 86' | Asistencia: 858 espectadores Árbitro(s): María Laura Fortunato | Asistencia: 858 espectadores Árbitro(s): María Laura Fortunato |
| Jenni Kantanen convierte el primer gol finlandés en un mundial femenino de la categoría. |              |           |                                      |                                                                |                                                                |

| 16 de noviembre de 2018, 19:00 (GMT-3)                                                             | Uruguay   | 1:2 (1:2) | Nueva Zelanda             | Estadio Charrúa, Montevideo                                  |                                                              |
| | Aquino 8' | Reporte   | Wisnewski 26' · Brown 36' | Asistencia: 4.619 espectadores Árbitro(s): Salima Mukansanga | Asistencia: 4.619 espectadores Árbitro(s): Salima Mukansanga |
| Primera vez que Nueva Zelanda clasifica a cuartos de final en un mundial femenino de la categoría. |           |           |                           |                                                              |                                                              |

| 20 de noviembre de 2018, 17:00 (GMT-3) | Finlandia    | 1:1 (0:0) | Uruguay     | Estadio Domingo Burgueño Miguel, Maldonado                    |                                                               |
|                                        | Vuorinen 51' | Reporte   | Pizarro 79' | Asistencia: 2.093 espectadores Árbitro(s): Koroleva Ekaterina | Asistencia: 2.093 espectadores Árbitro(s): Koroleva Ekaterina |

| 20 de noviembre de 2018, 17:00 (GMT-3) | Ghana            | 2:0 (0:0) | Nueva Zelanda | Estadio Charrúa, Montevideo                           |                                                       |
|                                        | Abdulai 61', 89' | Reporte   |               | Asistencia: 359 espectadores Árbitro(s): Sara Persson | Asistencia: 359 espectadores Árbitro(s): Sara Persson |

### Grupo B
| Equipo    | Pts | PJ | PG | PE | PP | GF | GC | Dif |
| --------- | --- | -- | -- | -- | -- | -- | -- | --- |
| Japón     | 5   | 3  | 1  | 2  | 0  | 7  | 1  | 6   |
| México    | 5   | 3  | 1  | 2  | 0  | 2  | 1  | 1   |
| Brasil    | 4   | 3  | 1  | 1  | 1  | 4  | 2  | 2   |
| Sudáfrica | 1   | 3  | 0  | 1  | 2  | 1  | 10 | -9  |

| 13 de noviembre de 2018, 14:00 (GMT-3) | Brasil | 0:0     | Japón | Estadio Domingo Burgueño Miguel, Maldonado               |                                                          |
|                                        |        | Reporte |       | Asistencia: 412 espectadores Árbitro(s): Katalin Kulcsár | Asistencia: 412 espectadores Árbitro(s): Katalin Kulcsár |

| 13 de noviembre de 2018, 17:00 (GMT-3) | México | 0:0     | Sudáfrica | Estadio Domingo Burgueño Miguel, Maldonado              |                                                         |
|                                        |        | Reporte |           | Asistencia: 592 espectadores Árbitro(s): María Carvajal | Asistencia: 592 espectadores Árbitro(s): María Carvajal |

| 16 de noviembre de 2018, 14:00 (GMT-3) | Japón                                                                       | 6:0 (4:0) | Sudáfrica | Estadio Domingo Burgueño Miguel, Maldonado                     |                                                                |
| | Osawa 4', 23' · Tanaka 37' (pen.) · S. Ito 41', 55' (pen.) · Yakamoto 90+1' | Reporte   |           | Asistencia: 392 espectadores Árbitro(s): Marie-Soleil Beaudoin | Asistencia: 392 espectadores Árbitro(s): Marie-Soleil Beaudoin |
| Haruka Osawa convierte el gol 100 de Japón en la historia de los mundiales femeninos de la categoría. Japón es la primera selección en marcar 100 goles en la historia de los mundiales femeninos de la categoría. |                                                                             |           |           |                                                                |                                                                |

| 16 de noviembre de 2018, 17:00 (GMT-3) | México   | 1:0 (1:0) | Brasil | Estadio Domingo Burgueño Miguel, Maldonado            |                                                       |
|                                        | Buso 43' | Reporte   |        | Asistencia: 667 espectadores Árbitro(s): Sara Persson | Asistencia: 667 espectadores Árbitro(s): Sara Persson |

| 20 de noviembre de 2018, 14:00 (GMT-3) | Japón         | 1:1 (1:0) | México       | Estadio Domingo Burgueño Miguel, Maldonado                 |                                                            |
|                                        | Kinoshita 40' | Reporte   | González 63' | Asistencia: 572 espectadores Árbitro(s): Salima Mukansanga | Asistencia: 572 espectadores Árbitro(s): Salima Mukansanga |

| 20 de noviembre de 2018, 14:00 (GMT-3) | Sudáfrica    | 1:4 (0:0) | Brasil                                                            | Estadio Charrúa, Montevideo                           |                                                       |
|                                        | Vilakazi 53' | Reporte   | Jheniffer 50' · Júlia 51' (pen.) · Amanda 54' · Maria Eduarda 60' | Asistencia: 188 espectadores Árbitro(s): Riem Hussein | Asistencia: 188 espectadores Árbitro(s): Riem Hussein |

### Grupo C
| Equipo          | Pts | PJ | PG | PE | PP | GF | GC | Dif |
| --------------- | --- | -- | -- | -- | -- | -- | -- | --- |
| Alemania        | 6   | 3  | 2  | 0  | 1  | 8  | 2  | 6   |
| Corea del Norte | 6   | 3  | 2  | 0  | 1  | 6  | 5  | 1   |
| Camerún         | 3   | 3  | 1  | 0  | 2  | 2  | 5  | -3  |
| Estados Unidos  | 3   | 3  | 1  | 0  | 2  | 3  | 7  | -4  |

| 14 de noviembre de 2018, 14:00 (GMT-3) | Estados Unidos                        | 3:0 (2:0) | Camerún | Estadio Alberto Suppici, Colonia del Sacramento        |                                                        |
|                                        | Fishel 22' · Fontes 45+5' (pen.), 81' | Reporte   |         | Asistencia: 593 espectadores Árbitro(s): Casey Reibelt | Asistencia: 593 espectadores Árbitro(s): Casey Reibelt |

| 14 de noviembre de 2018, 17:00 (GMT-3) | Corea del Norte | 1:4 (0:2) | Alemania                                    | Estadio Alberto Suppici, Colonia del Sacramento                 |                                                                 |
|                                        | Yun Ji Hwa 69'  | Reporte   | Blümel 14' · Corley 35', 70' · Weidauer 84' | Asistencia: 743 espectadores Árbitro(s): Anastasia Pustovoytova | Asistencia: 743 espectadores Árbitro(s): Anastasia Pustovoytova |

| 17 de noviembre de 2018, 14:00 (GMT-3) | Estados Unidos | 0:3 (0:2) | Corea del Norte                                        | Estadio Alberto Suppici, Colonia del Sacramento          |                                                          |
|                                        |                | Reporte   | Ri Kum Hyang 25' · Kim Yun Ok 32' · Kim Kyong Yong 52' | Asistencia: 573 espectadores Árbitro(s): Katalin Kulcsár | Asistencia: 573 espectadores Árbitro(s): Katalin Kulcsár |

| 17 de noviembre de 2018, 17:00 (GMT-3)                              | Alemania | 0:1 (0:0) | Camerún    | Estadio Alberto Suppici, Colonia del Sacramento           |                                                           |
|                                                                     |          | Reporte   | Kameni 54' | Asistencia: 1.227 espectadores Árbitro(s): Lucila Venegas | Asistencia: 1.227 espectadores Árbitro(s): Lucila Venegas |
| Primera victoria de Camerún en un mundial femenino de la categoría. |          |           |            |                                                           |                                                           |

| 21 de noviembre de 2018, 17:00 (GMT-3) | Alemania                                       | 4:0 (2:0) | Estados Unidos | Estadio Charrúa, Montevideo                              |                                                          |
|                                        | Fudalla 4' · Martinez 32', 65' · Donhauser 89' | Reporte   |                | Asistencia: 518 espectadores Árbitro(s): Laura Fortunato | Asistencia: 518 espectadores Árbitro(s): Laura Fortunato |

| 21 de noviembre de 2018, 17:00 (GMT-3) | Camerún   | 1:2 (1:1) | Corea del Norte                   | Estadio Alberto Suppici, Colonia del Sacramento               |                                                               |
|                                        | Kameni 6' | Reporte   | Ko Kyong Hui 45' · Ri Su Jong 75' | Asistencia: 527 espectadores Árbitro(s): Marie-Soleil Beadoin | Asistencia: 527 espectadores Árbitro(s): Marie-Soleil Beadoin |

### Grupo D
| Equipo        | Pts | PJ | PG | PE | PP | GF | GC | Dif |
| ------------- | --- | -- | -- | -- | -- | -- | -- | --- |
| España        | 7   | 3  | 2  | 1  | 0  | 10 | 1  | 9   |
| Canadá        | 6   | 3  | 2  | 0  | 1  | 5  | 5  | 0   |
| Colombia      | 2   | 3  | 0  | 2  | 1  | 2  | 5  | -3  |
| Corea del Sur | 1   | 3  | 0  | 1  | 2  | 1  | 7  | -6  |

| 14 de noviembre de 2018, 16:00 (GMT-3) | Corea del Sur | 0:4 (0:1) | España                                      | Estadio Charrúa, Montevideo                                 |                                                             |
|                                        |               | Reporte   | Navarro 17' · Pina 51', 65' · Hernández 59' | Asistencia: 259 espectadores Árbitro(s): Ekaterina Koroleva | Asistencia: 259 espectadores Árbitro(s): Ekaterina Koroleva |

| 14 de noviembre de 2018, 19:00 (GMT-3) | Canadá                                        | 3:0 (0:0) | Colombia | Estadio Charrúa, Montevideo                           |                                                       |
|                                        | Huitema 77' · Williams 88' · De Filippo 90+4' | Reporte   |          | Asistencia: 249 espectadores Árbitro(s): Riem Hussein | Asistencia: 249 espectadores Árbitro(s): Riem Hussein |

| 17 de noviembre de 2018, 16:00 (GMT-3) | Corea del Sur | 0:2 (0:0) | Canadá                       | Estadio Charrúa, Montevideo                             |                                                         |
|                                        |               | Reporte   | Huitema 59' · Kazandjian 74' | Asistencia: 329 espectadores Árbitro(s): María Carvajal | Asistencia: 329 espectadores Árbitro(s): María Carvajal |

| 17 de noviembre de 2018, 19:00 (GMT-3) | Colombia    | 1:1 (0:0) | España    | Estadio Charrúa, Montevideo                                |                                                            |
|                                        | Robledo 53' | Reporte   | Okoye 52' | Asistencia: 448 espectadores Árbitro(s): Yoshimi Yamashita | Asistencia: 448 espectadores Árbitro(s): Yoshimi Yamashita |

| 21 de noviembre de 2018, 14:00 (GMT-3) | Colombia      | 1:1 (0:1) | Corea del Sur         | Estadio Alberto Suppici, Colonia del Sacramento      |                                                      |
|                                        | Robledo 90+1' | Reporte   | Cho Min-ji 14' (pen.) | Asistencia: 472 espectadores Árbitro(s): Sandra Braz | Asistencia: 472 espectadores Árbitro(s): Sandra Braz |

| 21 de noviembre de 2018, 14:00 (GMT-3) | España                                                     | 5:0 (3:0) | Canadá | Estadio Charrúa, Montevideo                                     |                                                                 |
|                                        | Paralluelo 9' · I. López 22', 50' · Pina 25' · Navarro 71' | Reporte   |        | Asistencia: 369 espectadores Árbitro(s): Anastasia Pustovoytova | Asistencia: 369 espectadores Árbitro(s): Anastasia Pustovoytova |

## Segunda fase
|  | Cuartos de final  | Cuartos de final |                 |       | Semifinales  | Semifinales  |  |  | Final | Final |
|  |                   |                  |                 |       |              |              |  |  |       |       |
|  | 24 de noviembre   |                  |                 |       |              |              |  |  |       |       |
|  |                   |                  |                 |       |              |              |  |  |       |       |
|  | Japón             | 1 (3)            |                 |       |              |              |  |  |       |       |
|  | Japón             | 1 (3)            | 28 de noviembre |       |              |              |  |  |       |       |
|  | Nueva Zelanda (p) | 1 (4)            |                 |       |              |              |  |  |       |       |
|  | Nueva Zelanda (p) | 1 (4)            | Nueva Zelanda   | 0     |              |              |  |  |       |       |
|  | 24 de noviembre   |                  | Nueva Zelanda   | 0     |              |              |  |  |       |       |
|  |                   | España           | 2               |       |              |              |  |  |       |       |
|  | España (p)        | España           | 2               | 1 (3) |              |              |  |  |       |       |
|  | España (p)        |                  | 1 de diciembre  | 1 (3) |              |              |  |  |       |       |
|  | Corea del Norte   | 1 (1)            |                 |       |              |              |  |  |       |       |
|  | Corea del Norte   | 1 (1)            | España          | 2     |              |              |  |  |       |       |
|  | 25 de noviembre   |                  | España          | 2     |              |              |  |  |       |       |
|  |                   | México           | 1               |       |              |              |  |  |       |       |
|  | Ghana             | México           | 1               | 2 (2) |              |              |  |  |       |       |
|  | Ghana             | 28 de noviembre  |                 | 2 (2) |              |              |  |  |       |       |
|  | México (p)        | 2 (4)            |                 |       |              |              |  |  |       |       |
|  | México (p)        | 2 (4)            | México          | 1     |              |              |  |  |       |       |
|  | 25 de noviembre   |                  | México          | 1     |              |              |  |  |       |       |
|  |                   | Canadá           | 0               |       | Tercer lugar | Tercer lugar |  |  |       |       |
|  | Alemania          | Canadá           | 0               | 0     | Tercer lugar | Tercer lugar |  |  |       |       |
|  | Alemania          |                  | 1 de diciembre  | 0     |              |              |  |  |       |       |
|  | Canadá            | 1                |                 |       |              |              |  |  |       |       |
|  | Canadá            | 1                | Nueva Zelanda   | 2     |              |              |  |  |       |       |
|  |                   |                  |                 |       |              |              |  |  |       |       |
|  | Canadá            | 1                |                 |       |              |              |  |  |       |       |
|  | Canadá            | 1                |                 |       |              |              |  |  |       |       |

### Cuartos de final
| 24 de noviembre de 2018, 14:00 (GMT-3) | España                                  | 1:1 (0:0) (3:1 p.)         | Corea del Norte                                    | Estadio Alberto Suppici, Colonia del Sacramento       |                                                       |
|                                        | Pina 72'                                | Reporte                    | Kyong Yong Kim 74'                                 | Asistencia: 675 espectadores Árbitra: Katalin Kulcsár | Asistencia: 675 espectadores Árbitra: Katalin Kulcsár |
|                                        |                                         | Tiros desde el punto penal |                                                    |                                                       |                                                       |
|                                        | Hernández · I. López · Navarro · Nevado |                            | Kim Yun Ok · Ri Su Gyong · Ri Sin Ok · Choe Kum Ok |                                                       |                                                       |

| 24 de noviembre de 2018, 17:00 (GMT-3)                                                        | Japón                                              | 1:1 (1:1) (3:4 p.)         | Nueva Zelanda                             | Estadio Alberto Suppici, Colonia del Sacramento          |                                                          |
|                                                                                               | Mackay-Wright 31' (a.g.)                           | Reporte                    | Abbott 17'                                | Asistencia: 477 espectadores Árbitra: Ekaterina Koroleva | Asistencia: 477 espectadores Árbitra: Ekaterina Koroleva |
|                                                                                               |                                                    | Tiros desde el punto penal |                                           |                                                          |                                                          |
|                                                                                               | Matsuda · Kinoshita · Tomioka · Kamiya · Yoshizumi |                            | Hahn · Wisnewski · Brown · Stewart · Leat |                                                          |                                                          |
| Primera vez que Nueva Zelanda clasifica a semifinales en un mundial femenino de la categoría. |                                                    |                            |                                           |                                                          |                                                          |

| 25 de noviembre de 2018, 16:00 (GMT-3)                                                 | Ghana                               | 2:2 (0:0) (2:4 p.)         | México                             | Estadio Charrúa, Montevideo                          |                                                      |
|                                                                                        | Abdulai 46' · Teye 75'              | Reporte                    | Pérez 61' (pen.), 82'              | Asistencia: 477 espectadores Árbitra: María Carvajal | Asistencia: 477 espectadores Árbitra: María Carvajal |
|                                                                                        |                                     | Tiros desde el punto penal |                                    |                                                      |                                                      |
|                                                                                        | Abdulai · Tweneboaa · Teye · Oppong |                            | Pérez · Flores · Mauleón · Peralta |                                                      |                                                      |
| Primera vez que México clasifica a semifinales en un mundial femenino de la categoría. |                                     |                            |                                    |                                                      |                                                      |

| 25 de noviembre de 2018, 19:00 (GMT-3)                                                 | Alemania | 0:1 (0:0) | Canadá      | Estadio Charrúa, Montevideo                             |                                                         |
|                                                                                        |          | Reporte   | Huitema 83' | Asistencia: 719 espectadores Árbitra: Salima Mukansanga | Asistencia: 719 espectadores Árbitra: Salima Mukansanga |
| Primera vez que Canadá clasifica a semifinales en un mundial femenino de la categoría. |          |           |             |                                                         |                                                         |

### Semifinales
| 28 de noviembre de 2018, 16:00 (GMT-3) | Nueva Zelanda | 0:2 (0:1) | España                  | Estadio Charrúa, Montevideo                             |                                                         |
|                                        |               | Reporte   | Pina 39' · I. López 48' | Asistencia: 369 espectadores Árbitra: Yoshimi Yamashita | Asistencia: 369 espectadores Árbitra: Yoshimi Yamashita |

| 28 de noviembre de 2018, 19:00 (GMT-3)                                               | México           | 1:0 (1:0) | Canadá | Estadio Charrúa, Montevideo                                  |                                                              |
|                                                                                      | Pérez 25' (pen.) | Reporte   |        | Asistencia: 628 espectadores Árbitra: Anastasia Pustovoitova | Asistencia: 628 espectadores Árbitra: Anastasia Pustovoitova |
| Primera vez que México clasifica a una final en un mundial femenino de la categoría. |                  |           |        |                                                              |                                                              |

### Tercer puesto
| 1 de diciembre de 2018, 16:00 (GMT-3)                                                           | Nueva Zelanda     | 2:1 (2:0) | Canadá         | Estadio Charrúa, Montevideo                          |                                                      |
|                                                                                                 | Wisnewski 1', 13' | Reporte   | Kazandjian 64' | Asistencia: 1.328 espectadores Árbitra: Riem Hussein | Asistencia: 1.328 espectadores Árbitra: Riem Hussein |
| Primera vez que Nueva Zelanda consigue el tercer puesto en un mundial femenino de la categoría. |                   |           |                |                                                      |                                                      |

### Final
| 1 de diciembre de 2018, 19:00 (GMT-3)                                     | España        | 2:1 (2:1) | México     | Estadio Charrúa, Montevideo                                  |                                                              |
|                                                                           | Pina 16', 26' | Reporte   | Castro 29' | Asistencia: 5.448 espectadores Árbitra: Marie-Soleil Beadoin | Asistencia: 5.448 espectadores Árbitra: Marie-Soleil Beadoin |
| Primera vez que España es campeón en un mundial femenino de la categoría. |               |           |            |                                                              |                                                              |

|                            |
| Bandera de España          |
| Campeón España 1.er título |

## Estadísticas

### Tabla general

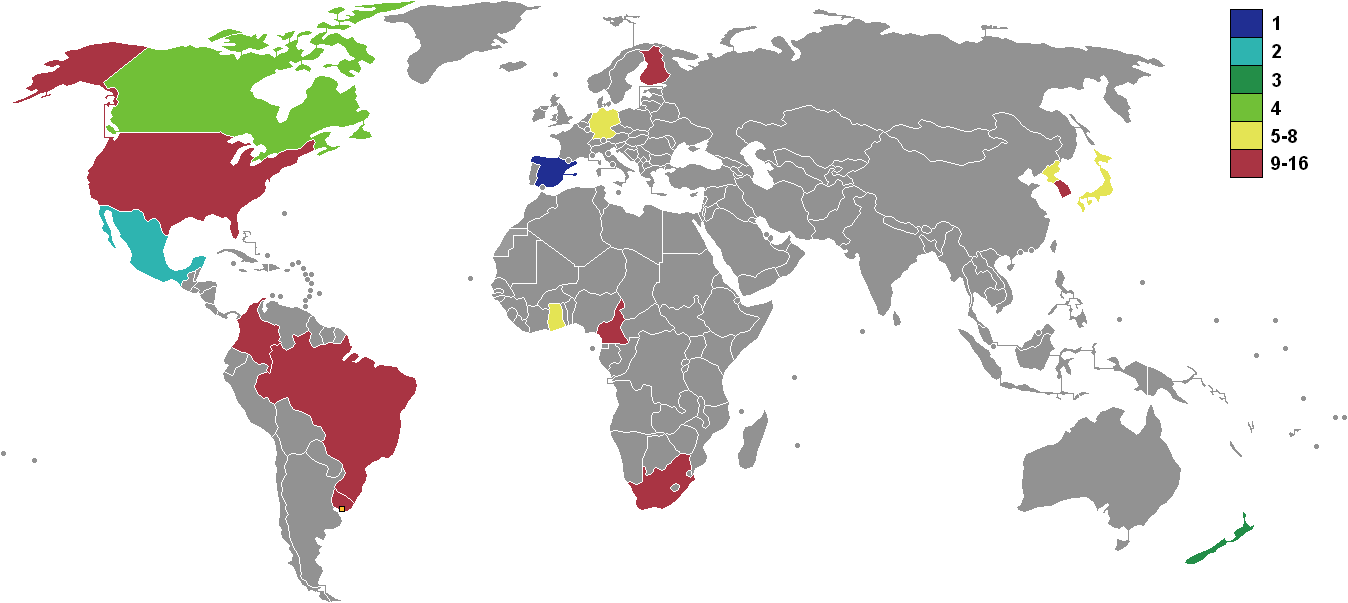
Campeón
Subcampeón
Tercer lugar
Cuarto puesto
Cuartos de final
Etapa de grupos

| Equipo | Equipo          | Pts | PJ | PG | PE | PP | GF | GC | Dif |
| ------ | --------------- | --- | -- | -- | -- | -- | -- | -- | --- |
| 1      | España          | 14  | 6  | 4  | 2  | 0  | 15 | 3  | 12  |
| 2      | México          | 9   | 6  | 2  | 3  | 1  | 6  | 5  | 1   |
| 3      | Nueva Zelanda   | 10  | 6  | 3  | 1  | 2  | 6  | 7  | -1  |
| 4      | Canadá          | 9   | 6  | 3  | 0  | 3  | 7  | 8  | -1  |
| 5      | Ghana           | 10  | 4  | 3  | 1  | 0  | 12 | 3  | 9   |
| 6      | Corea del Norte | 7   | 4  | 2  | 1  | 1  | 7  | 6  | 1   |
| 7      | Japón           | 6   | 4  | 1  | 3  | 0  | 8  | 2  | 6   |
| 8      | Alemania        | 6   | 4  | 2  | 0  | 2  | 8  | 3  | 5   |
| 9      | Brasil          | 4   | 3  | 1  | 1  | 1  | 4  | 2  | 2   |
| 10     | Camerún         | 3   | 3  | 1  | 0  | 2  | 2  | 5  | -3  |
| 11     | Estados Unidos  | 3   | 3  | 1  | 0  | 2  | 3  | 7  | -4  |
| 12     | Colombia        | 2   | 3  | 0  | 2  | 1  | 2  | 5  | -3  |
| 13     | Finlandia       | 1   | 3  | 0  | 1  | 2  | 2  | 5  | -3  |
| 14     | Uruguay         | 1   | 3  | 0  | 1  | 2  | 2  | 8  | -6  |
| 15     | Corea del Sur   | 1   | 3  | 0  | 1  | 2  | 1  | 7  | -6  |
| 16     | Sudáfrica       | 1   | 3  | 0  | 1  | 2  | 1  | 10 | -9  |

### Goleadoras
| Jugadora          | Selección       | Goles | Asis. | Min. |
| ----------------- | --------------- | ----- | ----- | ---- |
| Mukarama Abdulai  | Ghana           | 7     | 2     | 360  |
| Claudia Pina      | España          | 7     | 1     | 540  |
| Irene López       | España          | 3     | 2     | 509  |
| Nicole Pérez      | México          | 3     | 1     | 540  |
| Jordyn Huitema    | Canadá          | 3     | 0     | 427  |
| Grace Wisnewski   | Nueva Zelanda   | 3     | 0     | 484  |
| Eva Navarro       | España          | 2     | 3     | 519  |
| Millot Pokuaa     | Ghana           | 2     | 2     | 320  |
| Gia Corley        | Alemania        | 2     | 1     | 243  |
| Shekiera Martinez | Alemania        | 2     | 1     | 287  |
| Kim Kyong-yong    | Corea del Norte | 2     | 1     | 321  |
| Sunshine Fontes   | Estados Unidos  | 2     | 0     | 180  |
| Haruka Osawa      | Japón           | 2     | 0     | 199  |
| Gisela Robledo    | Colombia        | 2     | 0     | 212  |
| Sara Ito          | Japón           | 2     | 0     | 223  |
| Alice Kameni      | Ghana           | 2     | 0     | 270  |
| Kelli Brown       | Nueva Zelanda   | 2     | 0     | 430  |
| Lara Kazandjian   | Canadá          | 2     | 0     | 507  |

## Premios

### Balón de Oro
El Balón de Oro se otorga a la mejor jugadora de la competición, quien es escogida por un grupo técnico de FIFA basándose en las actuaciones durante la competición. Para la evaluación son tomados en cuenta varios aspectos como las capacidades ofensivas y defensivas, los goles anotados, las asistencias a gol, el liderazgo para con su equipo, el comportamiento de la jugadora y la instancia a donde llegue su equipo. La segunda mejor jugadora se lleva el Balón de Plata y la tercera el Balón de Bronce.
| Premio          |                 | Jugadora         | Selección |
| --------------- | --------------- | ---------------- | --------- |
| Balón de Oro    | Balón de Oro    | Claudia Pina     | España    |
| Balón de Plata  | Balón de Plata  | Nicole Pérez     | México    |
| Balón de Bronce | Balón de Bronce | Mukarama Abdulai | Ghana     |

### Bota de oro
La Bota de Oro es el premio para la mayor goleadora del mundial. Para escoger a la ganadora, se toman en cuenta en primera instancia y ante todo, los goles anotados, y en caso de empate se consideran las asistencias de goles realizadas y finalmente quien tenga la mayor cantidad de goles en la menor cantidad de minutos jugados y por tanto mayor efectividad. La segunda mayor goleadora se lleva la Bota de Plata y la tercera la Bota de Bronce.
| Premio         |                | Jugadora         | Selección | Goles |
| -------------- | -------------- | ---------------- | --------- | ----- |
| Bota de Oro    | Bota de Oro    | Mukarama Abdulai | Ghana     | 7     |
| Bota de Plata  |                | Claudia Pina     | España    | 7     |
| Bota de Bronce | Bota de Bronce | Irene López      | España    | 3     |

### Mejor Portera
El Guante de Oro es el premio a la mejor portera de la Copa del mundo, y es otorgado por un grupo técnico de FIFA, que evalúa a todas las jugadoras de esa posición, basándose en las actuaciones durante la competición.
| Premio        |               | Jugadora      | Selección |
| ------------- | ------------- | ------------- | --------- |
| Guante de Oro | Guante de Oro | Catalina Coll | España    |

### Juego limpio
El Premio al Juego Limpio de la FIFA, es otorgado por un grupo técnico de la FIFA para el equipo con el mejor récord de juego limpio, es decir aquel equipo que acumule menos faltas, menos tarjetas amarillas y rojas, así como aquel equipo con mayor respeto hacia el árbitro, hacia los contrarios y hacia el público. Todos estos aspectos son evaluados, por medio de un sistema de puntos y criterios establecidos por el Reglamento de la competición.
| Premio                            |  | Selección |
| --------------------------------- |  | --------- |
| Premio al Juego Limpio de la FIFA |  | Japón     |

## Derechos de transmisión

### América
- Latinoamérica: DirecTV Sports y Sky Sports
- Argentina: Canal 20, Canal 30, TyC Sports y TyC Max
- Bolivia: Red PAT
- Brasil: Band, Record y SporTV
- Chile: TVN
- Colombia: Caracol TV y RCN TV
- Ecuador: TC Televisión
- México: Televisa y TV Azteca
- Paraguay: Paravisión, Latele, Tigo Sports y Tigo Max
- Perú: Movistar Deportes y Latina Televisión
- Uruguay: Montecarlo TV, Canal 10, Teledoce y TCC
- Venezuela: Meridiano TV